# Exército Azul

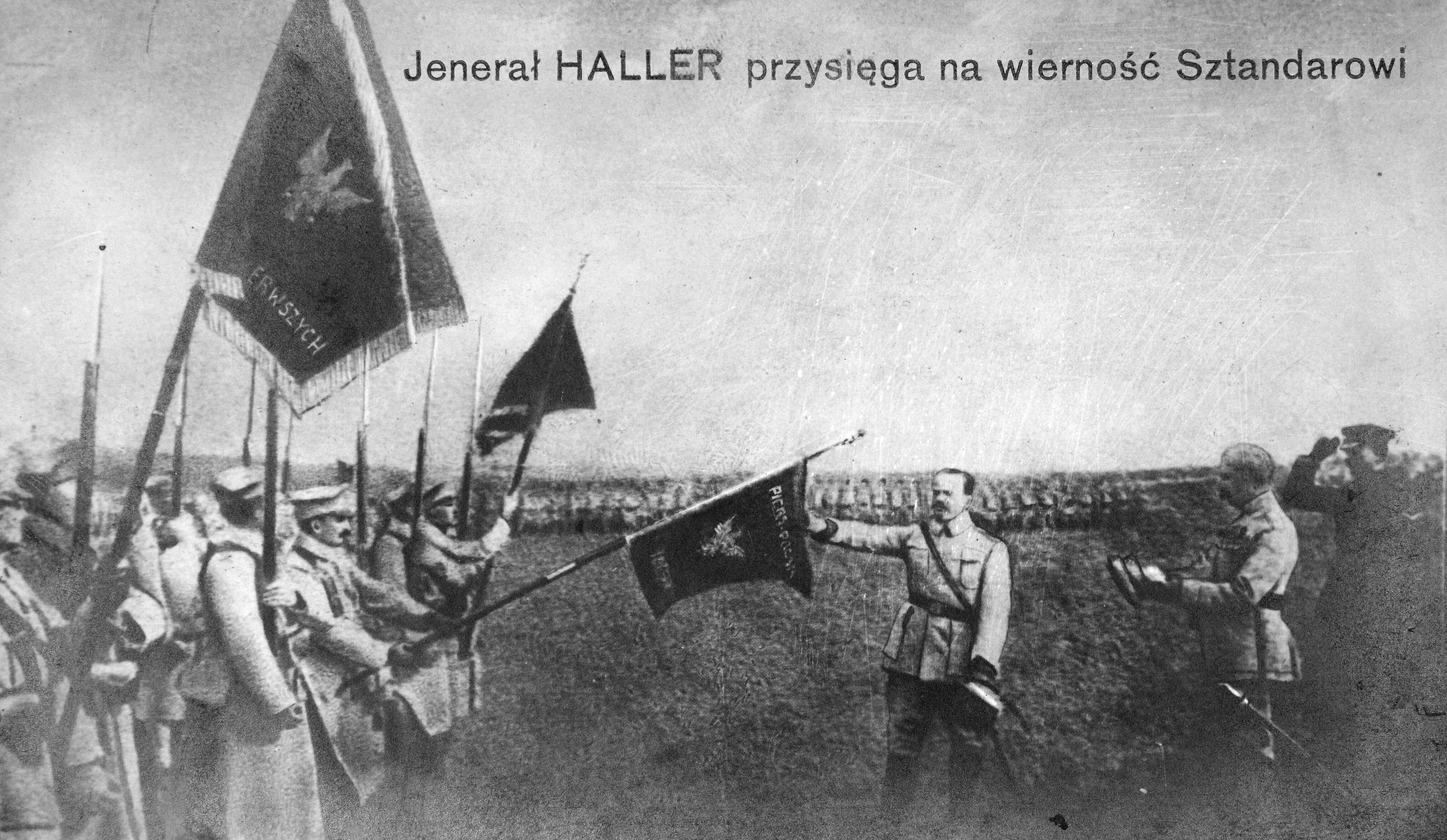
General Józef Haller com suas tropas

O Exército Azul (em polonês/polaco:  Błękitna Armia), ou Exército de Haller foi um exército formado na França que combateu na Polônia depois da Primeira Guerra Mundial.
O exército foi formado em 4 de junho de 1917 e composto por voluntários poloneses que serviram ao lado das forças aliadas na França. Depois de lutar na Frente Ocidental durante a Primeira Guerra Mundial, o exército foi transferido para a Polônia, onde se juntaram a outras formações militares polacas lutando pelo retorno da independência da Polônia, se aproveitando do caos da Guerra Civil Russa.
O nome veio dos uniformes militares azuis usados pelos soldados. O termo simbólico usado para descrever as tropas foi posteriormente adotado pelo próprio general Józef Haller von Hallenburg para representar todas as legiões polonesas recém-organizadas lutando na Europa Ocidental.
O Exercito Azul ajudou a Polônia a reafirmar a sua independência após uma série de conflitos militares, sendo a mais notável a Guerra polaco-soviética (1919-21) quando os poloneses infligiram uma esmagadora derrota no Exército Vermelho na Batalha de Varsóvia, um evento que é considerado como tendo interrompido na época o avanço do comunismo na Europa e forçado Vladimir Lenin a repensar seu objetivo de alcançar o socialismo global.